# Ligia Gargallo
Ligia Teresita Gargallo González (n. 17 de septiembre de 1933, Loncopué, Argentina) es una química y profesora chilena.
Estudió en la Universidad de Concepción, donde se tituló de químico-farmacéutica en 1959. Posteriormente realizó un Licenciado en Química en la Universidad París-Dauphine de Francia (1962), y en la KU Leuven de Bélgica (1968). En 1972 obtuvo un Doctorado en Ciencias Químicas de la Universidad de Lieja y un Doctorado en Química en la KU Leuven, ambas en Bélgica.
Ha trabajado en la Pontificia Universidad Católica de Chile y la Universidad de Tarapacá. Sus áreas de investigación están enfocadas en polímeros y macromoléculas. Es la ganadora del Premio L'Oréal-UNESCO a Mujeres en Ciencia 2007 y Premio Nacional de Ciencias Naturales de Chile en 2014 debido a su «trabajo pionero en el desarrollo de la química de polímeros y macromoléculas».

## Biografía

### Primeros años
Ligia Teresita Gargallo González nació el 17 de septiembre de 1933 en Loncopué, un pueblo ubicado en la provincia de Neuquén, Argentina; es la mayor de tres hermanos. Su padre Alejandro Gargallo es un emigrante español que emigró a Argentina para trabajar como corresponsal de prensa; es acá conoce a Teresa González su futura esposa. Debido a las relaciones familiares, la familia Gargallo-González emigra a Chile y se asienta en las cercanías de Temuco, es aquí donde Ligia cursó sus primeros nueve años de educación en el internado Santa Cruz de Temuco. Posteriormente se trasladan a Concepción.   
En Concepción Ligia ingresó al Liceo de Niñas de Concepción, donde estudió dos años. En este lugar Ligia se ve influenciada por dos profesoras, una de matemáticas y la otra de química. Es la profesora de química la que la motiva a realizar diversas preparaciones para así comprender los procesos necesarios para por ejemplo crear jabón. En este periodo destaca como estudiante.
Más adelante en su vida, Ligia Gargallo se casa con su compañero de universidad Edison Cid, con el cual tiene tres hijos Edison, María Teresa y Ligia. Ha sido reconocido por la familia que el tiempo dedicado a la vida académica complicó la interacción familiar.

## Vida profesional

### Estudios superiores
Ingresó a estudiar Química y Farmacia dictada en la Facultad de Farmacia de la Universidad de Concepción. Fue ayudante de dos cátedras, Cristalografía y Farmacia Química. Durante los últimos años de la carrera comenzó a mostrar un interés especial por el área de físico-química. Se titula químico farmacéutica en 1959. Además, como parte de su vida universitaria, participó en el Teatro Libre de la Federación de Estudiantes de la Universidad de Concepción, donde trabajó y montó obras con José Duvauchelle. Es en esta época donde conoce a su esposo, Edison Cid, el cual es compañero de carrera.
Por motivos laborales, Gargallo y su familia se mudan a Santiago. En esta ciudad nacen tres hijos. En esta época Ligia y su esposo comienzan a trabajar en la Facultad de Ciencias Químicas y Farmacéuticas de la Universidad de Chile. Su marido el primero que plantea su deseo de Doctorarse en Farmacia, para lo cual quiere ir a estudiar a la Universidad de Lieja en Bélgica, esto la lleva a motivarse para obtener un doctorado; la familia termina mudándose al país europeo. Ligia llega a la Facultad de Ciencias al Departamento de Físico-Química de Macromoléculas de esa universidad, donde en primer lugar se licenció y luego al encontrarse realizando su Doctorado, deben regresar a Chile dado que su marido ya había culminado sus estudios. Es en Chile donde Ligia tuvo que redactar su tesis y solicitar una nueva beca para regresar a Bélgica por seis meses y así poder Doctorarse en Química, lo que logra en 1972. Es durante su estancia en Europa que realizó un Licenciado en Química en la Universidad París-Dauphine de Francia en 1962, y en la KU Leuven de Bélgica en 1968.
Es desde finales de la década de 1960 que es parte de la Sociedad Chilena de Química.

### Investigación y docencia
Al regresar a Chile, Ligia ingresa nuevamente a trabajar a la Universidad de Chile. Pero es en este periodo de tiempo en el cual inicia la dictadura militar en Chile, lo que afecta a académicos y colegas de la institución, muchos de los cuales deben salir del país. Al encontrarse sola en el Departamento físico-químico de la Universidad, el Decano le informa que tendrá que asumir la dirección del departamento, lo cual ella rechaza debido a no tener un equipo de colegas y amigos investigadores.
Con lo ocurrido en la Universidad de Chile, Ligia decide emigrar a una nueva casa de estudios y asume un cargo dentro de la Pontificia Universidad Católica de Chile en 1979, en donde junto al Doctor Deodato Radic fundan el Laboratorio de Química Física de Macromoléculas en la Facultad de Química y de Farmacia de esa casa de estudios.
En 2007 es reconocida por la comunidad internacional con el Premio L'Oréal UNESCO a Mujeres en Ciencia.
En el año 2011 se retira de la docencia en la Universidad Católica de Chile y pasa a ser profesora titular en retiro de dicha casa de estudios.[cita requerida] En 2014 recibe el Premio Nacional de Ciencias Naturales de Chile, debido a «su trabajo pionero en el desarrollo de la química de polímeros y macromoléculas; por la notable cantidad de publicaciones -del orden de 300- y por la cantidad de citas que han generado estos trabajos».
Ligia Gargallo al retirarse de la Pontificia Universidad Católica de Chile continúa su labor en la Universidad de Tarapacá en el Programa de Doctorado en Química y en diversos proyectos de vinculación con el medio.

### Organizaciones
La Doctora Ligia Gargallo es miembro de número de la Academia Chilena de Ciencias desde 1990;  además es miembro de la Academia de Ciencias de América Latina.

## Premios
- Premio L'Oréal UNESCO a Mujeres en Ciencia (2007).
- Premio Nacional de Ciencias Naturales de Chile (2014).[20]

## Obras
Ha realizado 286 publicaciones científicas y publicó tres libros.
- Gargallo, Ligia; Radic, Deodato (18 de febrero de 2009). Physicochemical Behavior and Supramolecular Organization of Polymers (en inglés). Springer Science & Business Media. ISBN 978-1-4020-9372-2. Consultado el 23 de septiembre de 2020.
- Gargallo, Ligia (2012). Química-Física de Macromoléculas en la Interface Aire-Agua. Editorial Académica Espanola. ISBN 978-3-8473-5634-9. Consultado el 23 de septiembre de 2020..
- Gargallo, Ligia (2016). Introducción a las propiedades Quimicofísicas de Materiales Poliméricos. Universidad de Tarapacá. ISBN 978-956-7021-66-6. Consultado el 23 de septiembre de 2020.